# Diploderma yangi
Diploderma yangi — вид ігуаноподібних ящірок родини агамових (Agamidae). Ендемік Китаю. Описаний у 2022 році.

## Етимологія
Вид названо на честь китайського герпетолога доктора Датуна Яна з Куньмінського інституту зоології на знак визнання його піонерських робіт і прижиттєвого внеску в герпетологічні дослідження в гірському регіоні Гендуаншань.

## Поширення і екологія
Diploderma yangi відомі з типової місцевості, розташованої у верхів'ях Салуїну в повіті Цзаю в окрузі Ньїнгчі на сході Тибету, на висоті 1887 м над рівнем моря. Вони живуть у перехідній зоні між сухими долинами та субтропічними вологими долинами, в густих, колючих чагарникових заростях, зокрема в заростях Sophora davidii висотою 1,5 м.